# Anla
Anla est une commune française située dans l'est du département des Hautes-Pyrénées, en région Occitanie. Sur le plan historique et culturel, la commune est dans le pays de Comminges, correspondant à l’ancien comté de Comminges, circonscription de la province de Gascogne située sur les départements actuels du Gers, de la Haute-Garonne, des Hautes-Pyrénées et de l'Ariège.
Exposée à un climat de montagne, elle est drainée par l'Ourse et par deux autres cours d'eau. La commune possède un patrimoine naturel remarquable composé de quatre zones naturelles d'intérêt écologique, faunistique et floristique.
Anla est une commune rurale qui compte 82 habitants en 2022, après avoir connu un pic de population de 296 habitants en 1831. Ses habitants sont appelés les Anlageois ou  Anlageoises.

### Paysages et relief

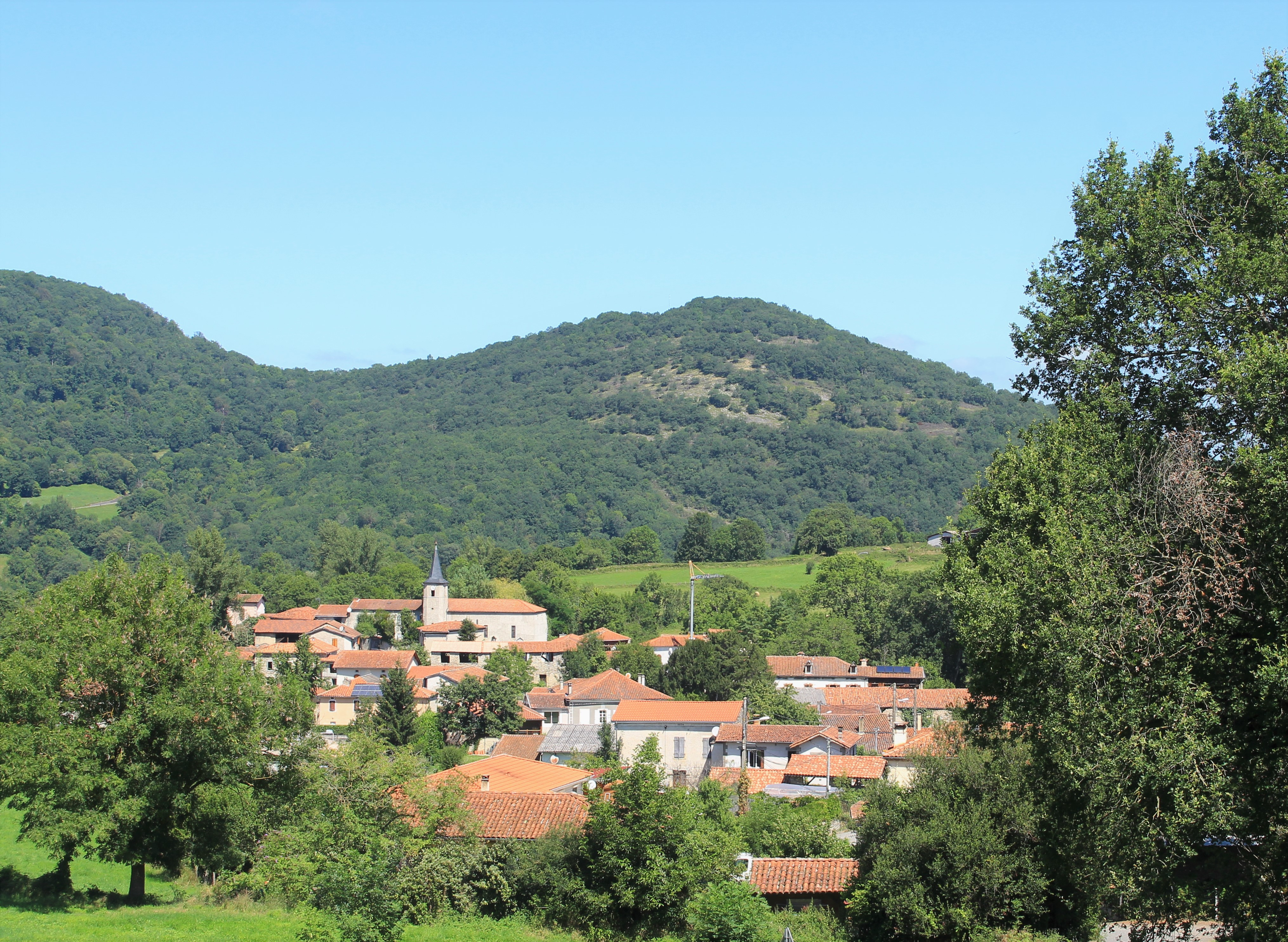
Vue en été.

## Géographie

### Localisation
La commune d'Anla se trouve dans le département des Hautes-Pyrénées, en région Occitanie.
Elle se situe à 49 km à vol d'oiseau de Tarbes, préfecture du département, à 36 km de Bagnères-de-Bigorre, sous-préfecture, et à 21 km de Lannemezan, bureau centralisateur du canton de la Vallée de la Barousse dont dépend la commune depuis 2015 pour les élections départementales.
La commune fait en outre partie du bassin de vie de Montréjeau.
Les communes les plus proches sont : 
Créchets (0,6 km), Antichan (0,9 km), Aveux (1,2 km), Ilheu (1,3 km), Sarp (1,6 km), Gembrie (1,6 km), Gaudent (1,6 km), Samuran (2,0 km).
Sur le plan historique et culturel, Anla fait partie du pays de Comminges, correspondant à l’ancien comté de Comminges, circonscription de la province de Gascogne située sur les départements actuels du Gers, de la Haute-Garonne, des Hautes-Pyrénées et de l'Ariège.
| Aveux    | Sarp     | Izaourt |
| Créchets | Anla     | Bertren |
|          | Antichan | Ilheu   |

### Hydrographie
La commune est dans le bassin versant de la Garonne, au sein du bassin hydrographique Adour-Garonne. Elle est drainée par l'Ourse, le ruisseau du Piqué et par un petit cours d'eau, constituant un réseau hydrographique de 2 km de longueur totale,.
L'Ourse, d'une longueur totale de 25,4 km, prend sa source dans la commune de Ferrère et s'écoule du sud vers le nord. Il traverse la commune et se jette dans la Garonne à Loures-Barousse, après avoir traversé 12 communes.

### Climat
La commune jouit d'un climat montagnard caractérisé par des étés doux (température moyenne de 25 °C) et des périodes de beaux temps. Parfois des orages éclatent sous forme de fortes averses, imprévues et violentes. Quant aux hivers, ils sont frais ou froids avec des températures de 3 °C en moyenne, et souvent humides avec de fréquentes dépressions en provenance de l'Atlantique amenant de la pluie.
| Mois                              | jan.  | fév.  | mars  | avril | mai   | juin  | jui.  | août  | sep.  | oct.  | nov.  | déc.  | année   |
| --------------------------------- | ----- | ----- | ----- | ----- | ----- | ----- | ----- | ----- | ----- | ----- | ----- | ----- | ------- |
| Température minimale moyenne (°C) | 1     | 2     | 4     | 6     | 9     | 13    | 15    | 15    | 12    | 9     | 4     | 2     | 7,7     |
| Température moyenne (°C)          | 5,2   | 5,6   | 8,4   | 10,1  | 13,8  | 17,8  | 18,6  | 18,8  | 16,4  | 13,5  | 7,5   | 5,5   | 11,8    |
| Température maximale moyenne (°C) | 10    | 11    | 14    | 15    | 19    | 22    | 25    | 25    | 23    | 19    | 14    | 11    | 17,3    |
| Ensoleillement (h)                | 108,8 | 118,8 | 155,6 | 157,2 | 181,3 | 191,5 | 215,5 | 196,4 | 194,5 | 164,4 | 124,4 | 104,4 | 1 912,8 |
| Précipitations (mm)               | 98,6  | 63,3  | 99    | 108,2 | 137   | 87,1  | 72,6  | 70,5  | 69,5  | 81,9  | 101,4 | 97,4  | 1 086   |

### Milieux naturels et biodiversité

#### Zones naturelles d'intérêt écologique, faunistique et floristique
L’inventaire des zones naturelles d'intérêt écologique, faunistique et floristique (ZNIEFF) a pour objectif de réaliser une couverture des zones les plus intéressantes sur le plan écologique, essentiellement dans la perspective d’améliorer la connaissance du patrimoine naturel national et de fournir aux différents décideurs un outil d’aide à la prise en compte de l’environnement dans l’aménagement du territoire.
Deux ZNIEFF de type 1 sont recensées sur la commune,
« l'Ourse et ses affluents de Ferrère à Izaourt » (85 ha), couvrant 18 communes du département et 
les « rochers calcaires et milieux associés du Mail de Maubourg à la montagne de Gert » (1 354 ha), couvrant 11 communes dont une dans la Haute-Garonne et dix dans les Hautes-Pyrénées
et deux ZNIEFF de type 2,,
- les « Garonne amont, Pique et Neste » (1 788 ha), couvrant 112 communes dont 42 dans la Haute-Garonne et 70 dans les Hautes-Pyrénées[13] ;
- les « montagnes sèches et rocheuses en rives gauche et droite de l'Ourse et à Saint-Bertrand-de-Comminges » (5 147 ha), couvrant 24 communes dont deux dans la Haute-Garonne et 22 dans les Hautes-Pyrénées[14].

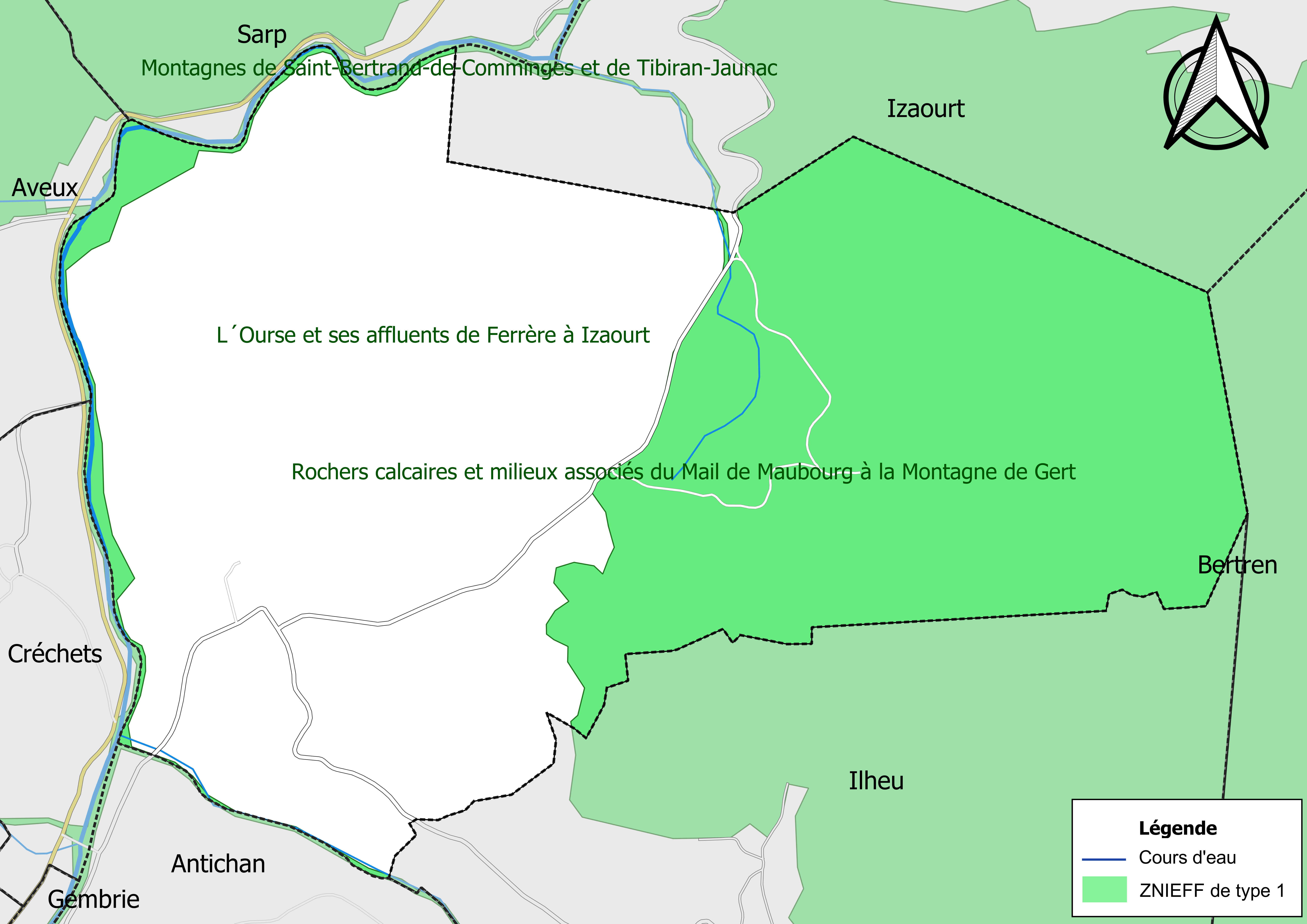
Carte des ZNIEFF de type 1 sur la commune.
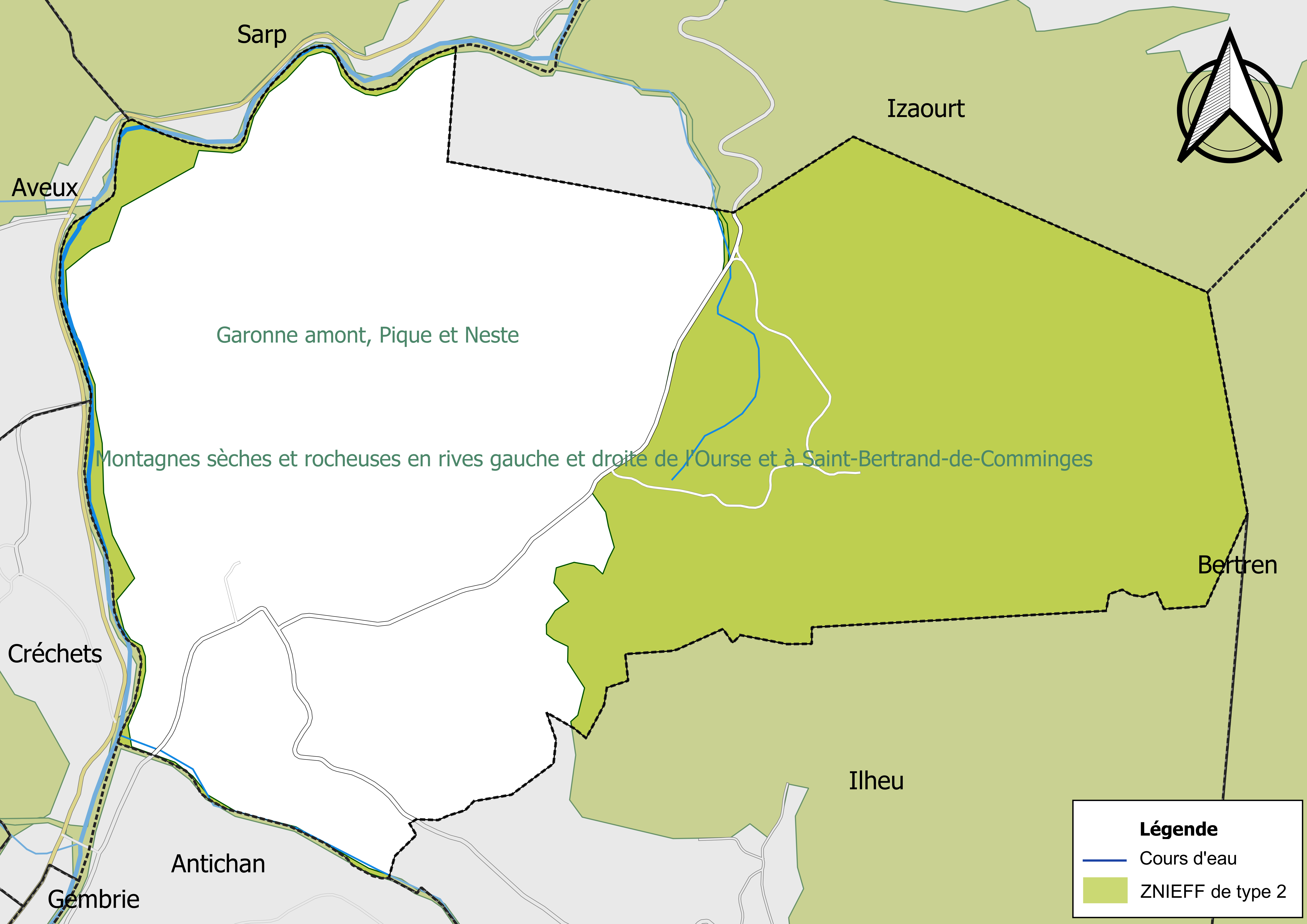
Carte des ZNIEFF de type 2 sur la commune.

## Urbanisme

### Typologie
Au 1er janvier 2024, Anla est catégorisée commune rurale à habitat dispersé, selon la nouvelle grille communale de densité à sept niveaux définie par l'Insee en 2022.
Elle est située hors unité urbaine et hors attraction des villes,.

### Occupation des sols
L'occupation des sols de la commune, telle qu'elle ressort de la base de données européenne d’occupation biophysique des sols Corine Land Cover (CLC), est marquée par l'importance des territoires agricoles (76,4 % en 2018), une proportion identique à celle de 1990 (76,4 %). La répartition détaillée en 2018 est la suivante : 
prairies (64,9 %), forêts (23,4 %), zones agricoles hétérogènes (11,5 %), zones urbanisées (0,2 %).
L'IGN met par ailleurs à disposition un outil en ligne permettant de comparer l’évolution dans le temps de l’occupation des sols de la commune (ou de territoires à des échelles différentes). Plusieurs époques sont accessibles sous forme de cartes ou photos aériennes : la carte de Cassini (XVIIIe siècle), la carte d'état-major (1820-1866) et la période actuelle (1950 à aujourd'hui).

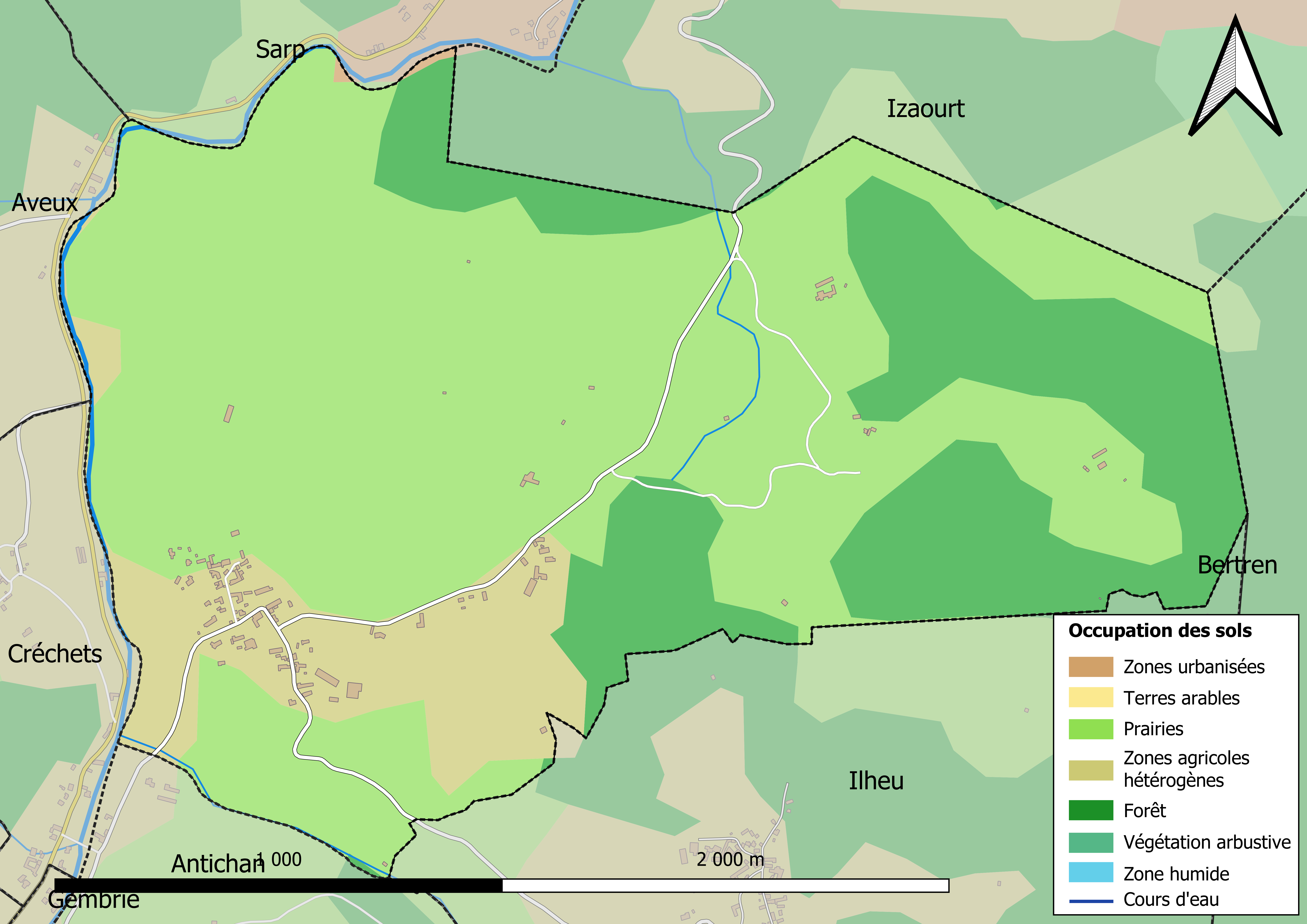
Carte des infrastructures et de l'occupation des sols en 2018 (CLC) de la commune.
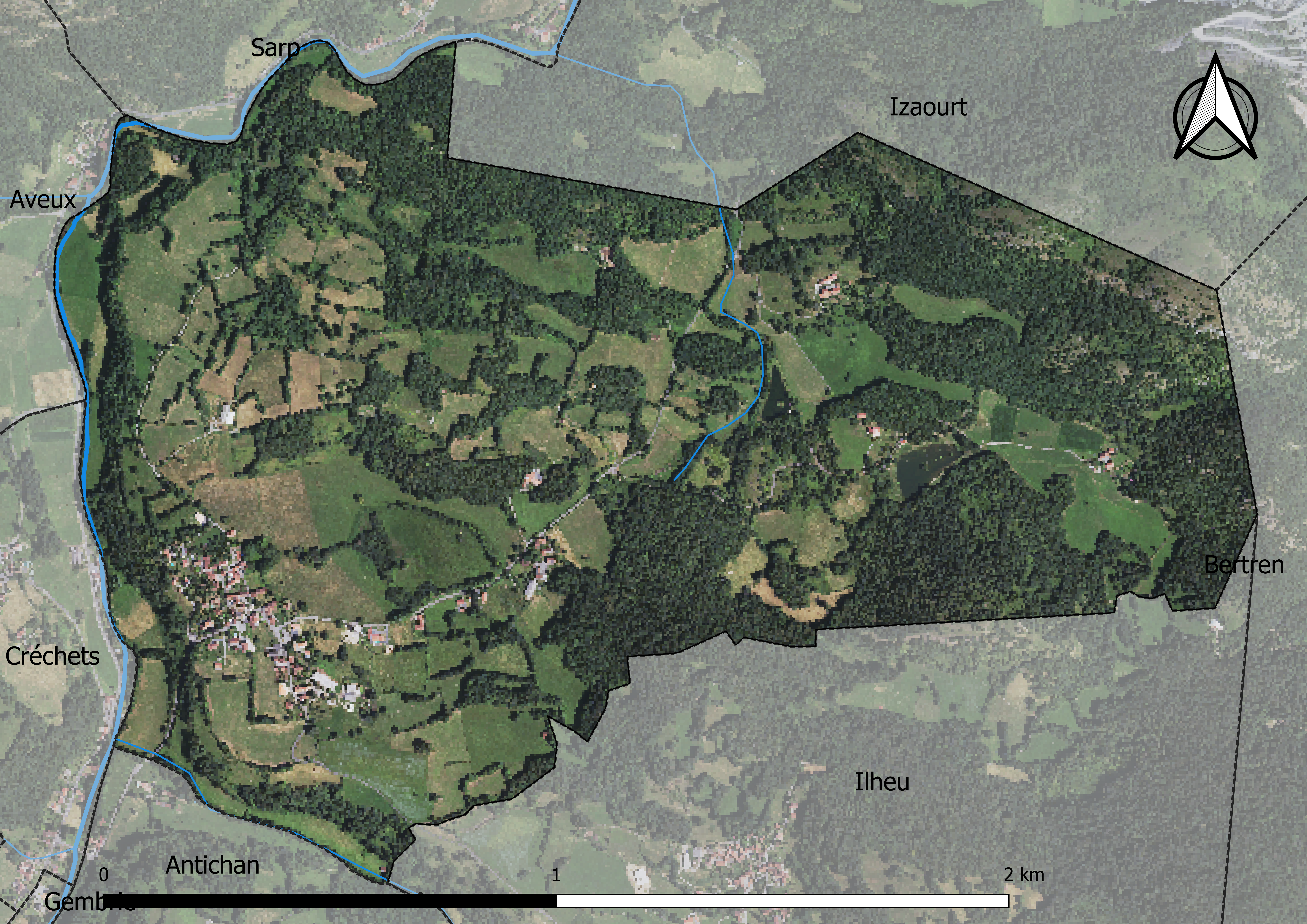
Carte orthophotogrammétrique de la commune.

### Logement
En 2012, le nombre total de logements dans la commune est de 53.
Parmi ces logements, 60,9 % sont des résidences principales, 26,7 % des résidences secondaires et 12,5 % des logements vacants.

### Voies de communication et transports
Cette commune est desservie par la route départementale D 925 et par la route départementale D 22.

### Risques majeurs
Le territoire de la commune d'Anla est vulnérable à différents aléas naturels : météorologiques (tempête, orage, neige, grand froid, canicule ou sécheresse), inondations, feux de forêts, mouvements de terrains et séisme (sismicité modérée). Un site publié par le BRGM permet d'évaluer simplement et rapidement les risques d'un bien localisé soit par son adresse soit par le numéro de sa parcelle.
Certaines parties du territoire communal sont susceptibles d’être affectées par le risque d’inondation par débordement de cours d'eau, notamment l'Ourse. La cartographie des zones inondables en ex-Midi-Pyrénées réalisée dans le cadre du XIe Contrat de plan État-région, visant à informer les citoyens et les décideurs sur le risque d’inondation, est accessible sur le site de la DREAL Occitanie. La commune a été reconnue en état de catastrophe naturelle au titre des dommages causés par les inondations et coulées de boue survenues en 1982, 1999 et 2009,.
Anla est exposée au risque de feu de forêt. Un plan départemental de protection des forêts contre les incendies a été approuvé par arrêté préfectoral le 21 avril 2020 pour la période 2020-2029. Le précédent couvrait la période 2007-2017. L’emploi du feu est régi par deux types de réglementations. D’abord le code forestier et l’arrêté préfectoral du 27 octobre 2014, qui réglementent l’emploi du feu à moins de 200 m des espaces naturels combustibles sur l’ensemble du département. Ensuite celle établie dans le cadre de la lutte contre la pollution de l’air, qui interdit le brûlage des déchets verts des particuliers. L’écobuage est quant à lui réglementé dans le cadre de commissions locales d’écobuage (CLE).

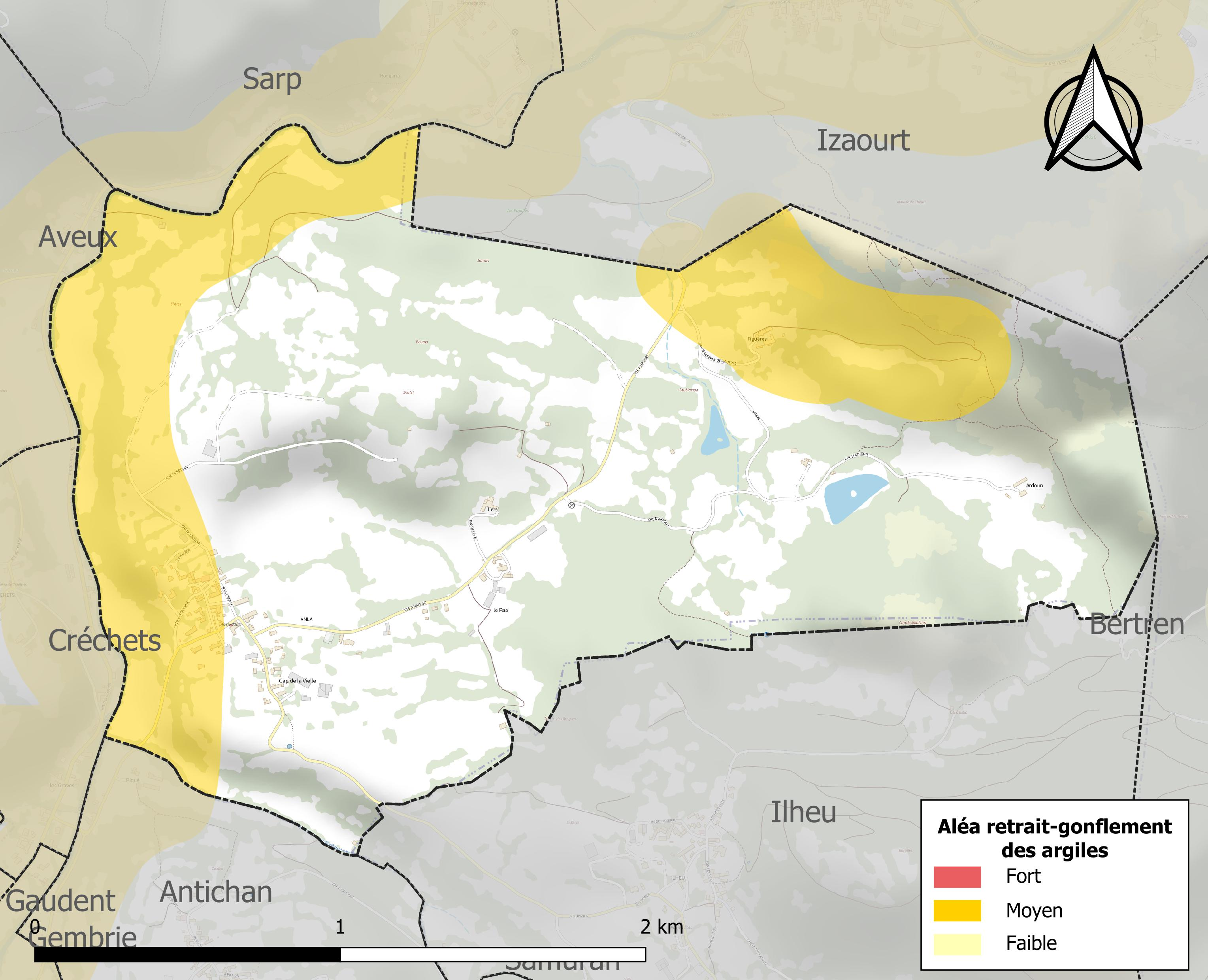
Carte des zones d'aléa retrait-gonflement des sols argileux d'Anla.

Les mouvements de terrains susceptibles de se produire sur la commune sont des tassements différentiels.
Le retrait-gonflement des sols argileux est susceptible d'engendrer des dommages importants aux bâtiments en cas d’alternance de périodes de sécheresse et de pluie. 25,2 % de la superficie communale est en aléa moyen ou fort (44,5 % au niveau départemental et 48,5 % au niveau national). Sur les 52 bâtiments dénombrés sur la commune en 2019, 25 sont en aléa moyen ou fort, soit 48 %, à comparer aux 75 % au niveau départemental et 54 % au niveau national. Une cartographie de l'exposition du territoire national au retrait gonflement des sols argileux est disponible sur le site du BRGM,.
Par ailleurs, afin de mieux appréhender le risque d’affaissement de terrain, l'inventaire national des cavités souterraines permet de localiser celles situées sur la commune.
Concernant les mouvements de terrains, la commune a été reconnue en état de catastrophe naturelle au titre des dommages causés par des mouvements de terrain en 1999.

## Toponymie

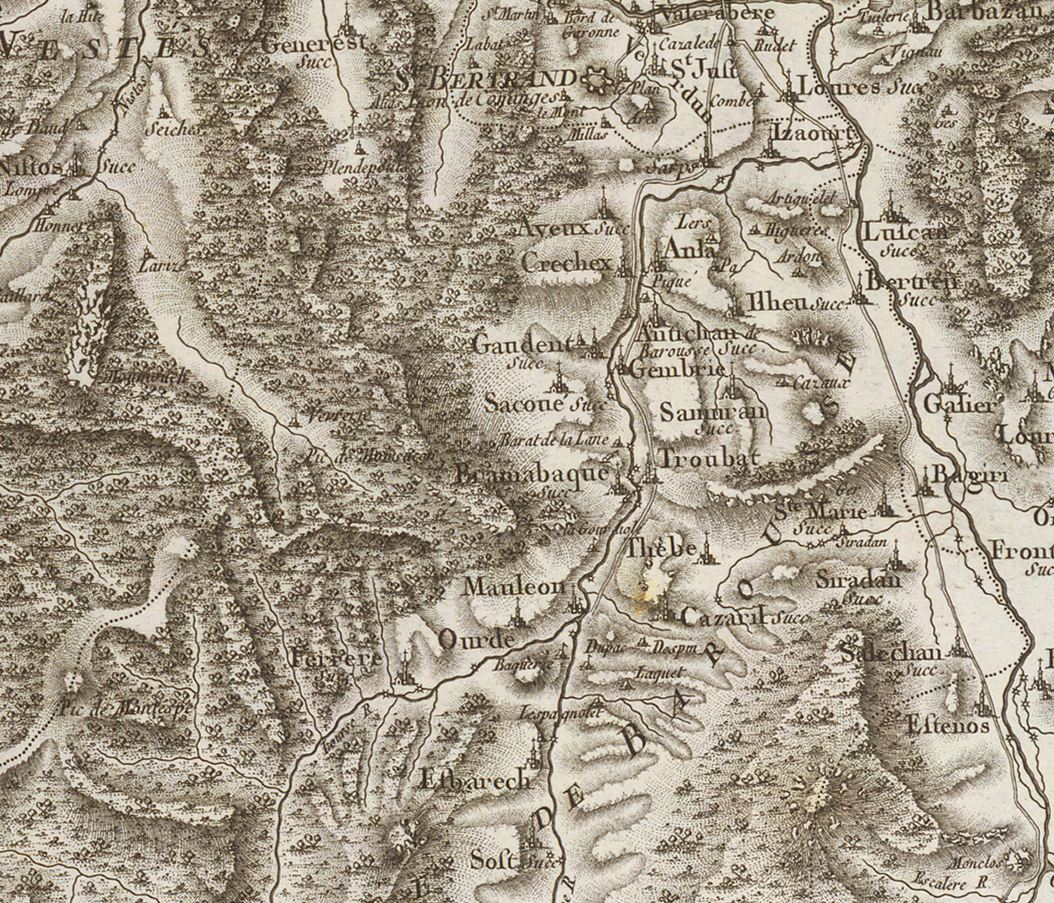
Extrait de la carte de Cassini (entre 1756 et 1789) situant Anla au nord de Mauléon-Barousse.

On trouvera les principales informations dans le Dictionnaire toponymique des communes des Hautes-Pyrénées de Michel Grosclaude et Jean-François Le Nail qui rapporte les dénominations historiques du village.
Dénominations historiques :
- de Anlar de Barossa (1196-1197, actes Bonnefont) ;
- de Anlario, latin (1387, pouillé du Comminges) ;
- Anla (fin XVIIIe siècle, carte de Cassini).

Nom occitan : Anlar.

## Histoire

### Cadastre napoléonien d' Anla
Le plan cadastral napoléonien d'Anla est consultable sur le site des Archives départementales des Hautes-Pyrénées.

## Politique et administration
Le premier maire fut Jean Antoine Vaqué d'Anla, en 1790.

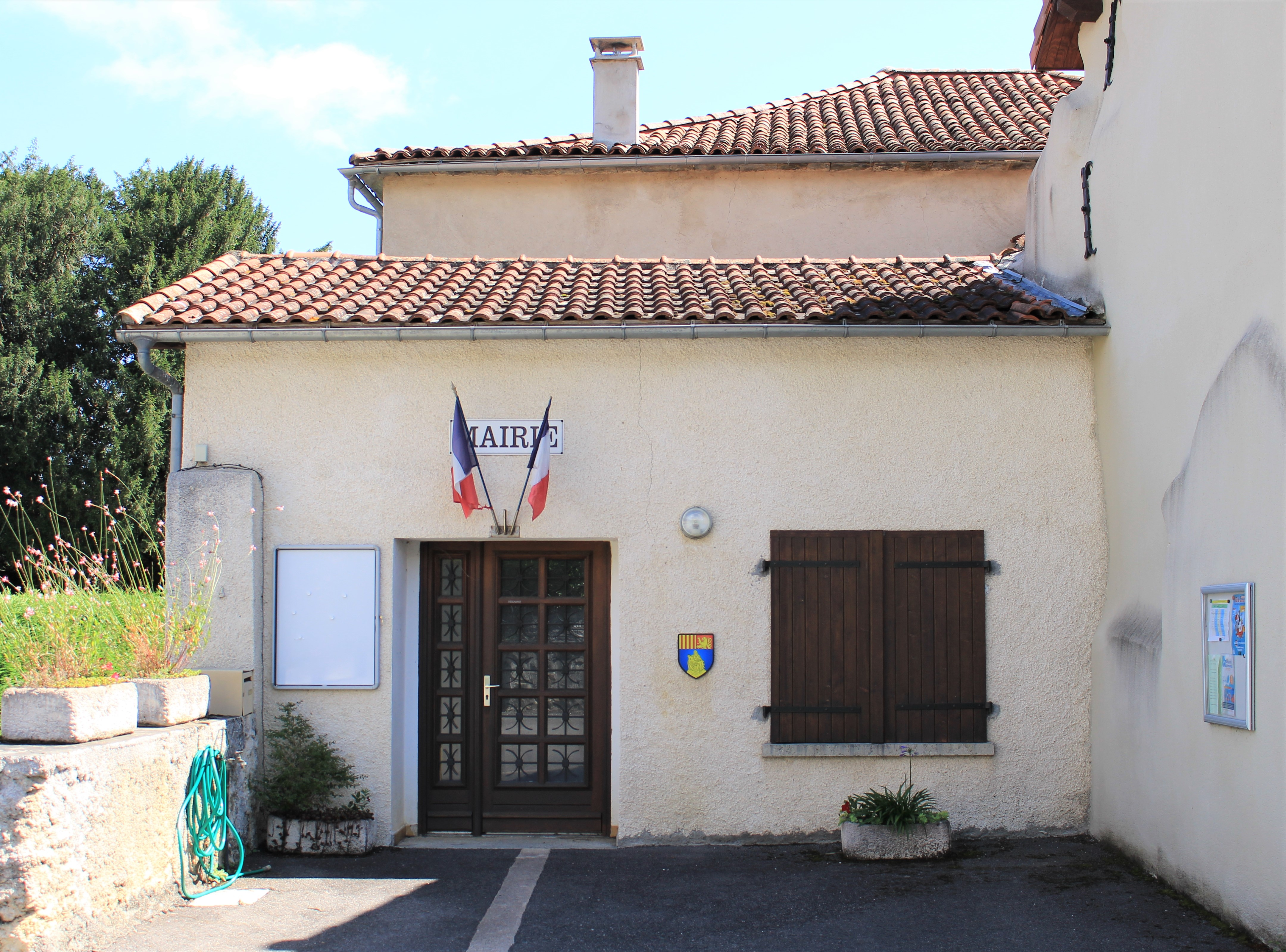
La mairie en 2023.

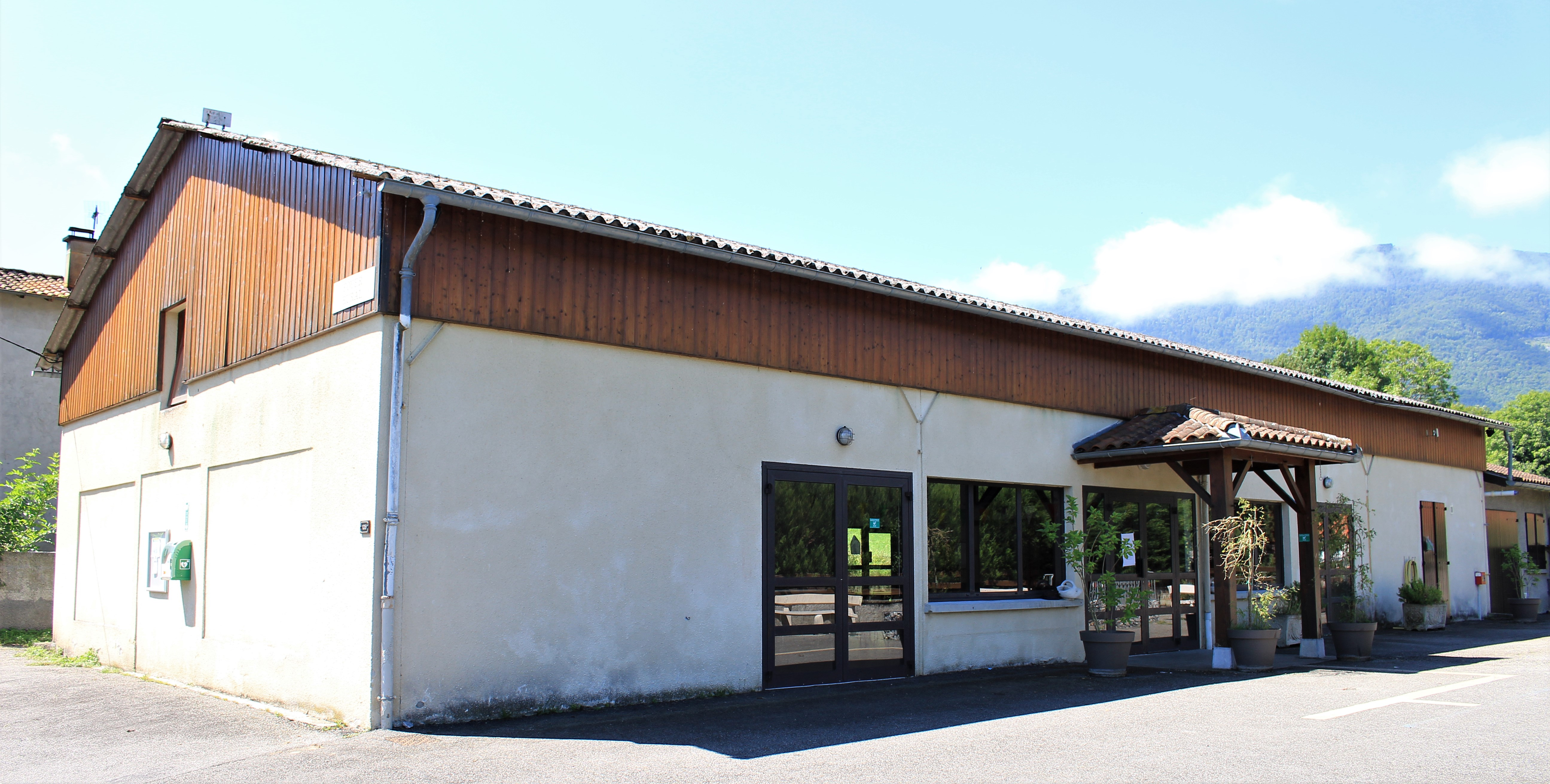
Le foyer rural en 2023.

Jean Antoine Vaqué d'Anla était connu sous le nom de Vaqué Chevalier d'Anla. Il était vers 1780 officier de la maison du roi d'Espagne. Il fut élu maire d'Anla en 1790. Au XIXe siècle, trois Vaqué sont conseillers généraux des Hautes-Pyrénées.[réf. souhaitée]

### Liste des maires
| Période                                  | Période   | Identité    | Étiquette | Qualité |
| ---------------------------------------- | --------- | ----------- | --------- | ------- |
| Les données manquantes sont à compléter. |           |             |           |         |
|                                          |           |             |           |         |
| 1995                                     | mars 2008 | Guy Simon   |           |         |
| mars 2008                                | en cours  | Serge Picot |           |         |

### Rattachements administratifs et électoraux

#### Historique administratif
Sénéchaussée d'Auch,pays des Quatre-Vallées, Vallée de la Barousse, canton de  Barousse (1801-2014).

#### Intercommunalité
Anla appartient à la communauté de communes Neste Barousse créée en janvier 2017 et qui réunit 43 communes.

## Population et société

### Démographie

#### Évolution démographique
| 1793 | 1800 | 1806 | 1821 | 1831 | 1836 | 1841 | 1846 | 1851 |
| ---- | ---- | ---- | ---- | ---- | ---- | ---- | ---- | ---- |
| 128  | 205  | 235  | 269  | 296  | 292  | 272  | 262  | 267  |

| 1856 | 1861 | 1866 | 1872 | 1876 | 1881 | 1886 | 1891 | 1896 |
| ---- | ---- | ---- | ---- | ---- | ---- | ---- | ---- | ---- |
| 232  | 220  | 210  | 200  | 174  | 190  | 192  | 189  | 175  |

| 1901 | 1906 | 1911 | 1921 | 1926 | 1931 | 1936 | 1946 | 1954 |
| ---- | ---- | ---- | ---- | ---- | ---- | ---- | ---- | ---- |
| 135  | 133  | 123  | 122  | 107  | 105  | 140  | 84   | 79   |

| 1962 | 1968 | 1975 | 1982 | 1990 | 1999 | 2006 | 2008 | 2013 |
| ---- | ---- | ---- | ---- | ---- | ---- | ---- | ---- | ---- |
| 73   | 65   | 66   | 60   | 50   | 48   | 70   | 76   | 94   |

| 2018 | 2022 | - | - | - | - | - | - | - |
| ---- | ---- | - | - | - | - | - | - | - |
| 86   | 82   | - | - | - | - | - | - | - |

|
| selon la population municipale des années : | 1968 | 1975 | 1982 | 1990 | 1999 | 2006 | 2009 | 2013 |
| Rang de la commune dans le département      | 395  | 290  | 406  | 370  | 372  | 366  | 353  | 323  |
| Nombre de communes du département           | 479  | 473  | 473  | 474  | 474  | 474  | 474  | 474  |

La population a atteint un maximum en 1831 avec 296 habitants, puis a baissé périodiquement pour atteindre 48 habitants en 1999. Elle a ensuite connu une hausse jusqu'à aujourd'hui.

### Enseignement
La commune dépend de l'académie de Toulouse. Elle ne dispose plus d'école en 2016.

## Protection environnementale
Depuis 2009, la zone des Rochers calcaires et milieux associés du Mail de Maubourg à la Montagne de Gert est répertorié en ZNIEFF de type 1, avec une superficie de 1353,97 hectares, elle s'étend sur une partie de la commune d'Anla

## Économie

### Emploi
| Division       | 2008  | 2013  | 2018  |
| -------------- | ----- | ----- | ----- |
| Commune        | 0 %   | 3,8 % | 9,1 % |
| Département    | 7,7 % | 9,4 % | 9,8 % |
| France entière | 8,3 % | 10 %  | 10 %  |

En 2018, la population âgée de 15 à 64 ans s'élève à 55 personnes, parmi lesquelles on compte 80 % d'actifs (70,9 % ayant un emploi et 9,1 % de chômeurs) et 20 % d'inactifs,. Depuis 2008, le taux de chômage communal (au sens du recensement) des 15-64 ans est inférieur à celui de la France et du département.
La commune est hors attraction des villes,. Elle compte 14 emplois en 2018, contre 18 en 2013 et 11 en 2008. Le nombre d'actifs ayant un emploi résidant dans la commune est de 40, soit un indicateur de concentration d'emploi de 34,3 % et un taux d'activité parmi les 15 ans ou plus de 63,4 %.
Sur ces 40 actifs de 15 ans ou plus ayant un emploi, 11 travaillent dans la commune, soit 28 % des habitants. Pour se rendre au travail, 77,5 % des habitants utilisent un véhicule personnel ou de fonction à quatre roues, 7,5 % s'y rendent en deux-roues, à vélo ou à pied et 15 % n'ont pas besoin de transport (travail au domicile).

## Culture locale et patrimoine

### Lieux et monuments
- Église Saint-Étienne.
- Ruines de l'ancienne chapelle de Notre-Dame de Lers. Les ruines se trouve à 800 mètres du village d'Anla, la chapelle était un des plus anciens monuments du christinanisme dans la Barousse. La chapelle avait été construite sur un sanctuaire païen, trois monuments antiques en marbre (avec des inscriptions en latin et avec deux colombes) ont été retrouvées dans les ruines[39].
- Chapelle de Notre-Dame de Lers, reconstruite en 1891.

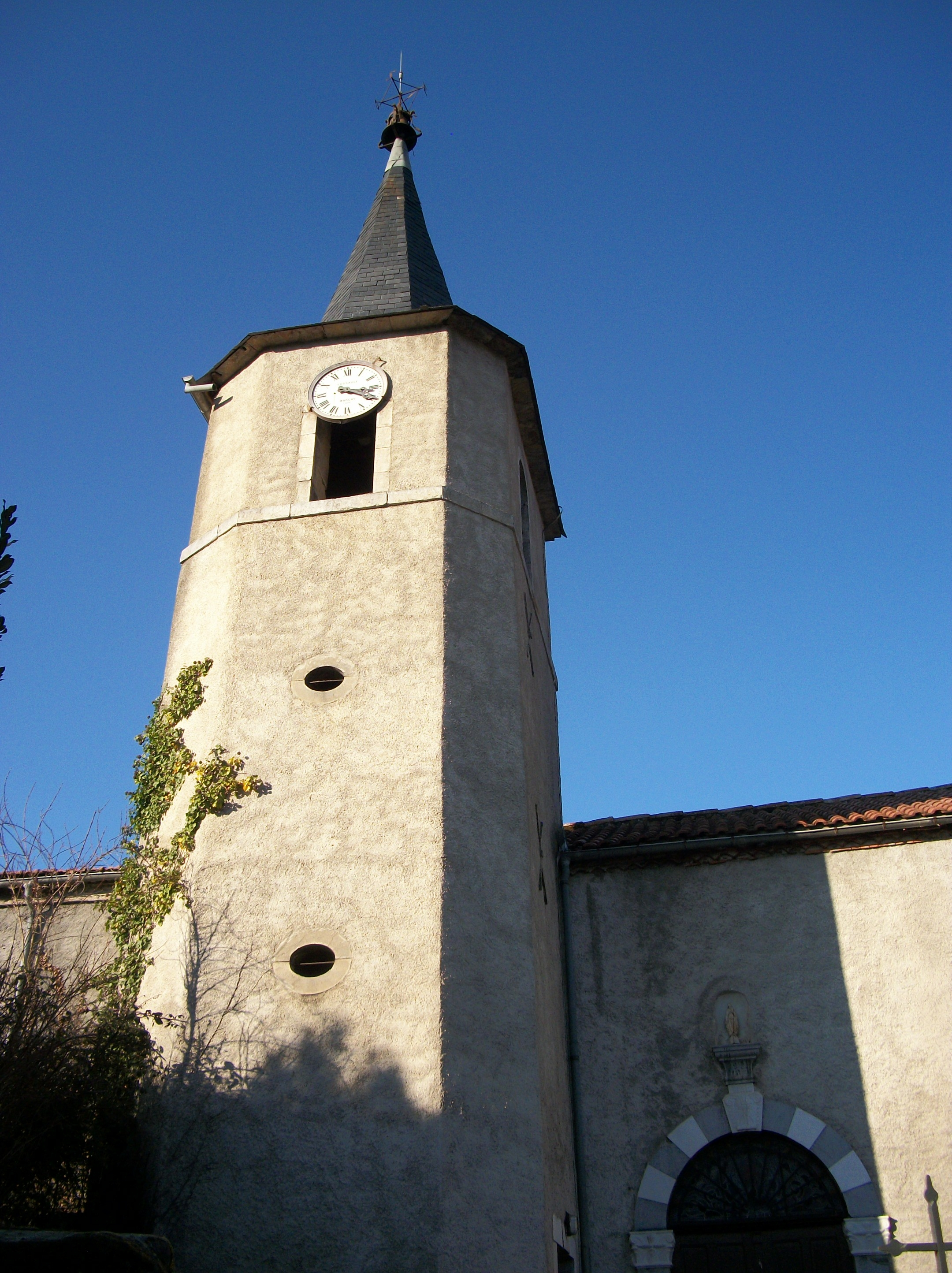
L'église saint Saint-Étienne.
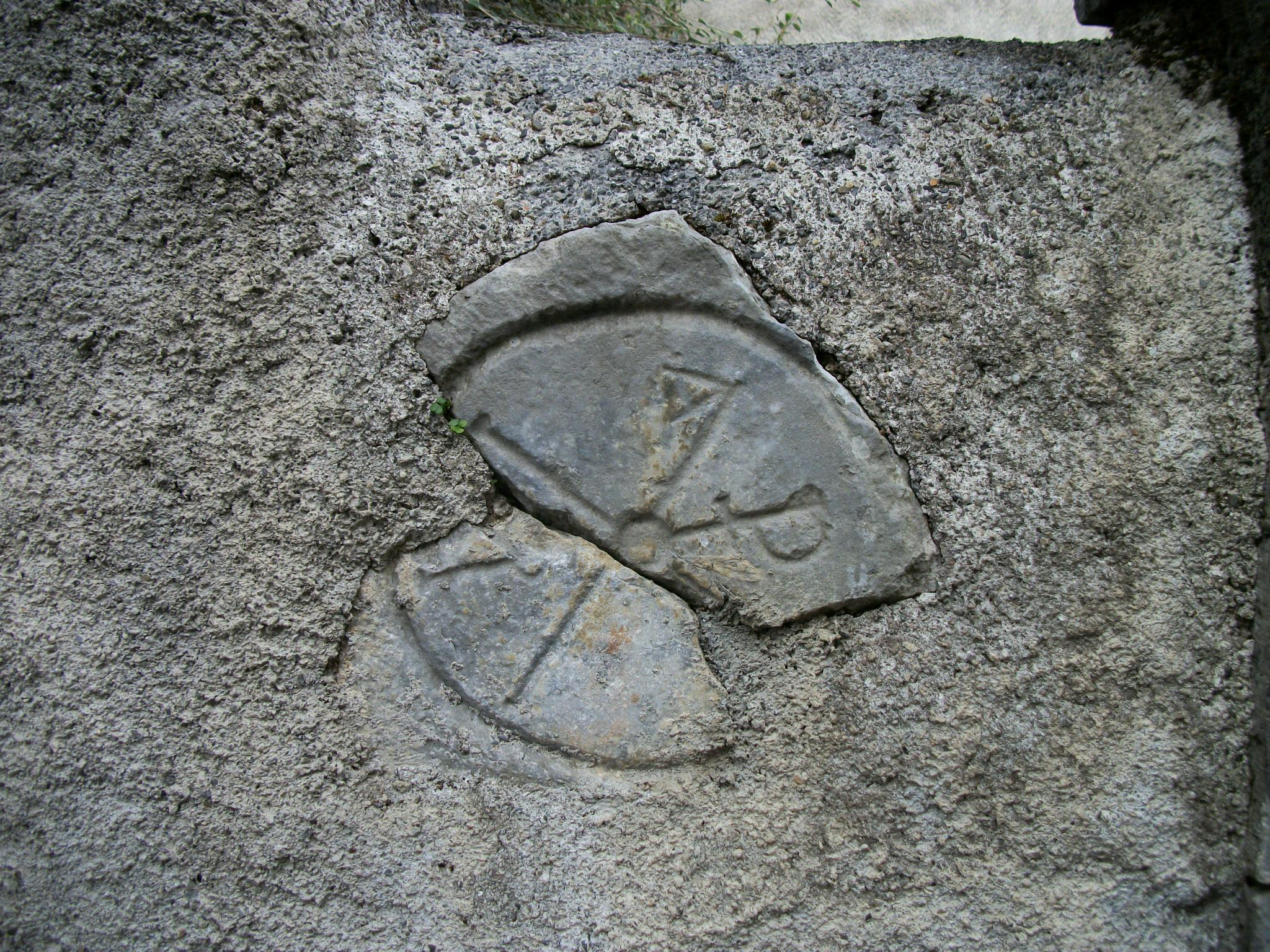
Un chrisme gravée sur une pierre à l'entrée du cimetière et de l'église Saint-Étienne.
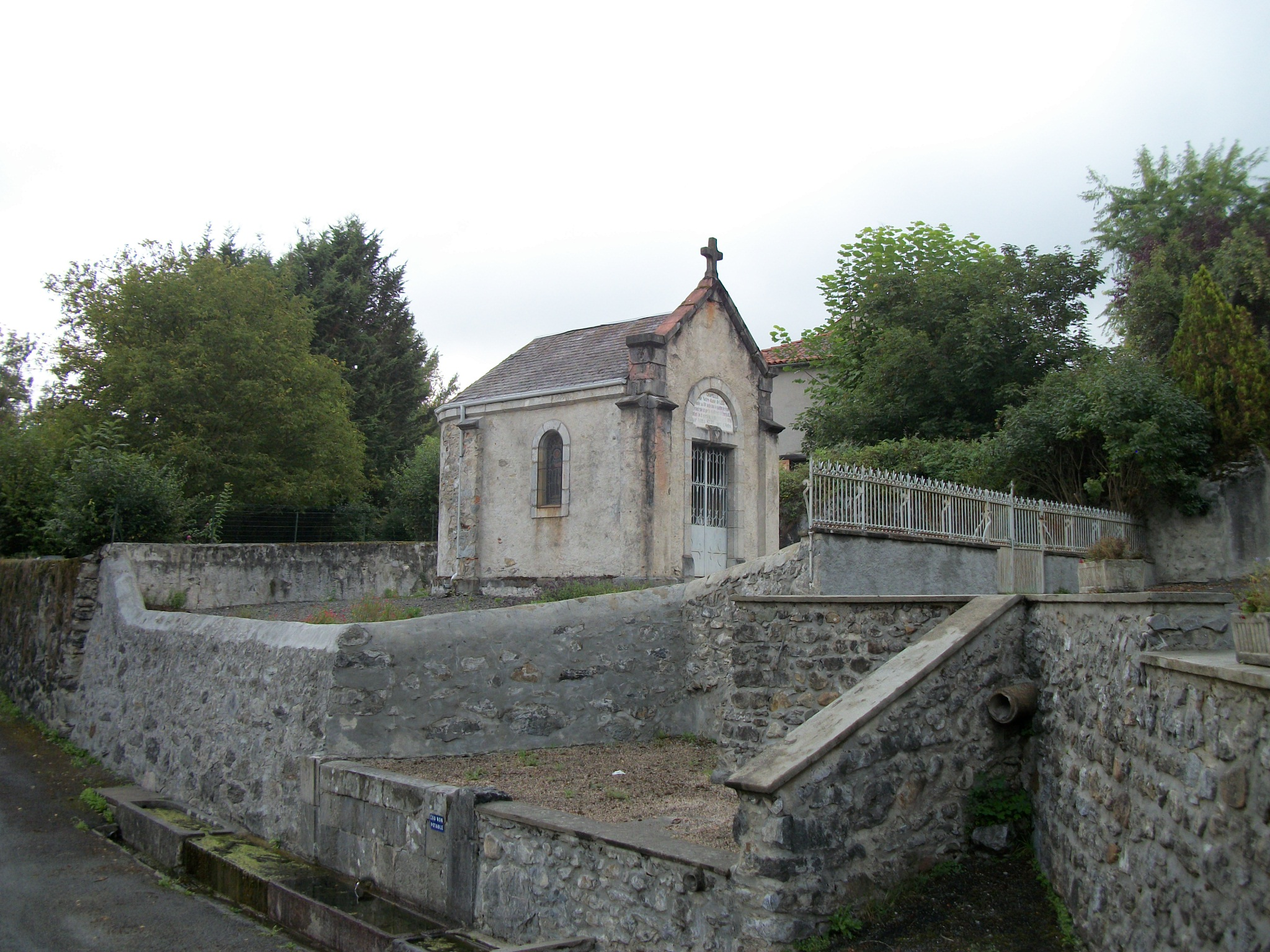
La chapelle de Notre-Dame de Lers.
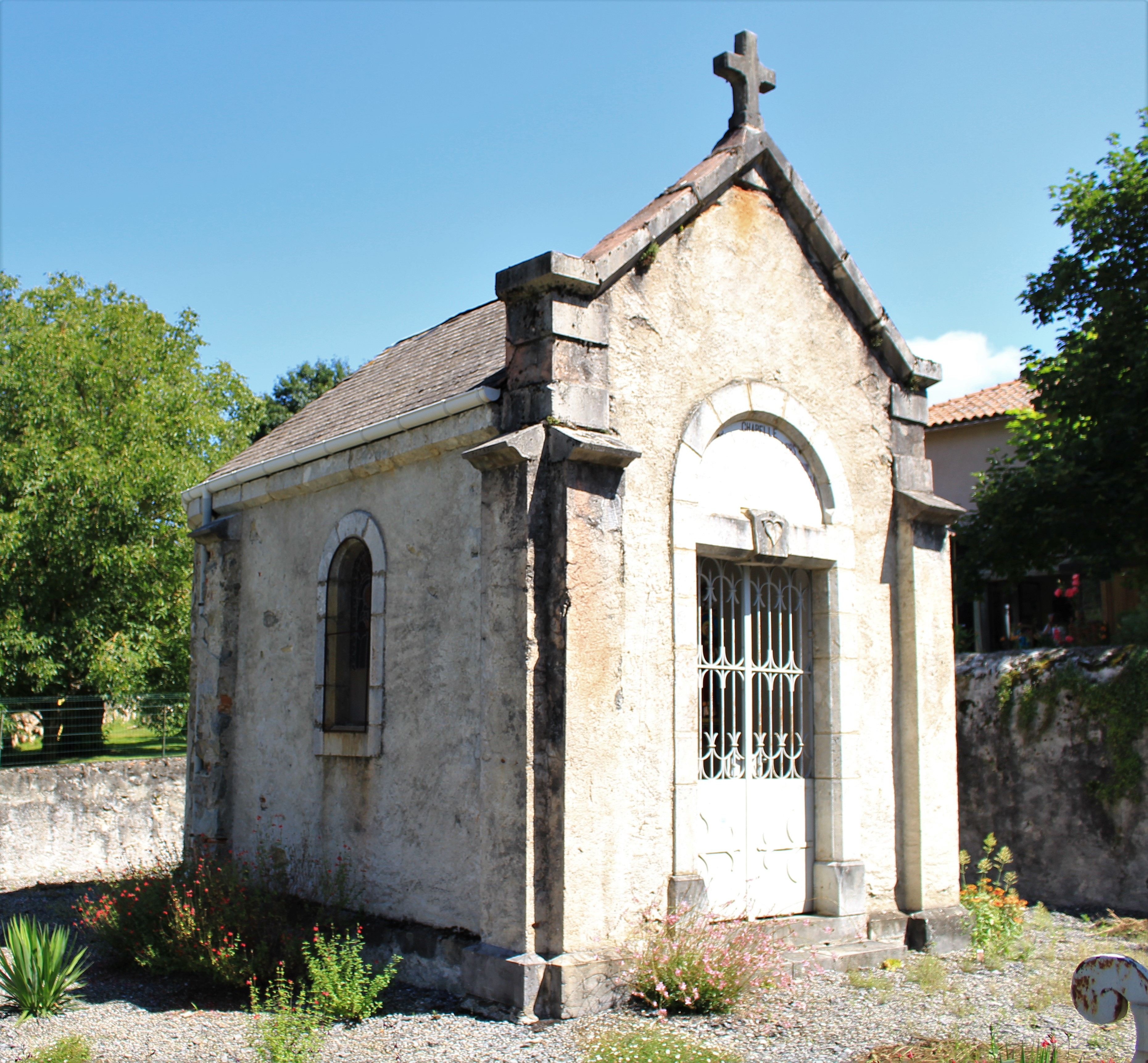

### Personnalités liées à la commune
La famille Vaqué est originaire d'Anla, depuis au moins 1420, comme l'attestent de nombreux documents familiaux, revues, et ouvrages, mais se serait installée, par la suite, au XIXe siècle, à Bagnères-de-Bigorre. Elle est apparentée avec les Dutrey de Troubat et Hoziers. Les Vaqué étaient propriétaires terriens au titre de la maison de Aula dès le XVIe siècle. C'était une famille de consuls, juristes, religieux.

### Héraldique
| Blason | Blasonnement : D'azur à une pietà d'or, au chef parti au I d'or à 4 pals de gueules et au II de gueules à un lion d'or issant du trait du chef. |